# Pontiac G6
O Pontiac G6 é um modelo de porte médio produzido pela Pontiac entre 2004 (como modelo 2005) e 2010, sendo o sucessor do Pontiac Grand Am. Compartilhou sua plataforma "GM Epsilon" com o Chevrolet Malibu, e esteve originalmente disponível nas em versões sedã e coupé, enquanto que um conversível seria lançado para 2006.  
No outono de 2004, a apresentadora Oprah Winfrey distribuiu carros Pontiac G6 para toda a plateia durante a estreia da 19ª temporada do seu programa, totalizando 276 veículos doados pela Pontiac como parte de um acordo publicitário. O G6 foi o último modelo fabricado pela Pontiac; a última unidade, um G6 sedã de 4 portas, foi construída na linha de montagem da Orion Township em janeiro de 2010.